# Joseph Fitzgerald
Joseph Francis Fitzgerald (* 10. Oktober 1904 in Brighton, Massachusetts; † 20. März 1987 in Needham, Massachusetts) war ein US-amerikanischer Eishockeyspieler.  

## Karriere
Joseph Fitzgerald besuchte das Boston College, an dem er 1928 seinen Abschluss machte und spielte parallel für dessen Eishockeymannschaft. Anschließend spielte er im Amateur-Eishockey für den University Club of Boston. 

### International
Für die USA nahm Fitzgerald an den Olympischen Winterspielen 1932 in Lake Placid teil, bei denen er mit seiner Mannschaft die Silbermedaille gewann.  

## Erfolge und Auszeichnungen
- 1932 Silbermedaille bei den Olympischen Winterspielen